# Cheilanthes angustifrondosa
Cheilanthes angustifrondosa là một loài dương xỉ trong họ Pteridaceae. Loài này được Alston mô tả khoa học đầu tiên năm 1952.
Danh pháp khoa học của loài này chưa được làm sáng tỏ. 